# Maria Christina van Egmont
Maria Christina van Egmont (getauft 19. Januar 1555; gestorben 1622) war eine niederländische Adelige.

## Leben
Maria Christina van Egmont wurde am 19. Januar 1555 getauft. Sie war die Tochter von Lamoral von Egmond (1522–1568) und Pfalzgräfin Sabine von Pfalz-Simmern (1528–1578). Maria Christina van Egmont war das fünfte Kind und die fünfte Tochter des Paares. Als sie am 19. Januar 1555 getauft wurde, waren ihre Patinnen die Herzoginnen Anna von Aarschot und Christine von Lothringen, nach der Maria Christina wahrscheinlich benannt wurde. Taufpate war ihr deutscher Onkel, der Pfalzgraf Friedrich von Simmern. Die englische Königin Mary Tudor schickte einige kostbare Juwelen zur Taufe, um ihre Freundschaft zu zeigen. Über ihr frühes Leben ist nicht viel bekannt. Vermutlich verbrachte sie ihre Kindheit und Jugend mit ihren sieben Schwestern und drei Brüdern im Palast ihres Vaters in Brüssel und seinen Schlössern Gaasbeek und Zottegem. Ihr Vater war einer der bedeutendsten Adeligen der Niederlande und die Familie spielte am Brüsseler Hof eine herausragende Rolle. Als der Herzog von Alba in die Niederlande einmarschierte, um Aufstände der Protestanten niederzuschlagen, wollte ihr Vater ihn mit weiteren Adeligen begrüßen, doch Alba ließ sie verhaften und verurteilen und am 5. Juni 1568 wurde er auf dem Markt in Brüssel enthauptet. Da war Maria Christina van Egmont 12 Jahre alt.
Die Familie musste den Palast nach der Beschlagnahmung des Familienbesitzes verlassen und sie zogen als gläubige Katholiken in ein Kloster in der Nähe von Brüssel. Es war unter diesen Umständen schwierig, für die acht Töchter passende Heiratskandidaten zu finden, so erschien eine kirchliche Karriere als eine gute Lösung. Im Jahr 1571 wurde Maria Christina van Egmont Kanonikerin im adligen Damenkapitel St. Waudru in Mons. Dort lebte bereits eine ihrer älteren Schwestern. Die Position einer Kanonikerin sicherte ihr ein angesehenes Leben, ohne dass sie ein Keuschheitsgelübde ablegen musste. Somit war eine Heirat noch immer möglich. Sie heiratete im Jahr 1579 Oudart de Bournonville, Graf von Hénin-Liétard (1533–1585). Bournonville war ein Gefolgsmann von Philipp II., der ihren Vater zum Tode verurteilt hatte. Bournonville hatte 1565 noch den Adelsbund unterzeichnet. Jedoch bereits im folgenden Jahr stand er auf der Seite des Königs. 1568 zog er mit Alba gegen Oranien und von 1572 bis 1573 war er an der Belagerung von Haarlem und Alkmaar beteiligt. Nach 1576 stand er auf der Seite der „Unzufriedenen“, dabei handelte es sich um unzufriedene Adlige, die die spanischen Soldaten aus dem Land vertreiben wollten. Er wurde Befehlshaber der Truppen der Generalstaaten und Gouverneur von Arras. Im Jahr 1579 war er an der Gründung der Union von Arras beteiligt, bei der sich die südlichen Provinzen auf die Seite Philipps II. stellten. Seine Leistung wurde vom spanischen Monarchen hoch geschätzt. Im selben Jahr heiratete er Maria Christina. Sie hatten einen Sohn, Alexandre, 1. Herzog von Bournonville (1585–1656). Bournonville starb 1585.
Zwei Jahre nach dem Tod von Oudart de Bournonville, im Jahr 1587, heiratete sie Willem van Lalaing, Graf von Hoogstraten und Rennenberg (1563–1590). Er war acht Jahre jünger und ein Cousin ersten Grades. Sein Vater war von Alba in Abwesenheit zum Tode verurteilt worden. Dadurch war auch der Besitz der Lalaings 1568 konfisziert worden. Der Besitz war ihnen 1576 anlässlich der Befriedung von Gent zurückgegeben worden. Auch aus dieser Ehe hatte Maria Christina einen Sohn, Antoon (ca. 1588–1613). Willem van Lalaing starb 1590.
Erneut heiratete Maria Christina van Egmont im Jahr 1591, ein Jahr nach dem Tod von Willem van Lalaing. Ihr Mann, Karl van Mansfeld, war ein Kriegsherr im Dienste der österreichischen Habsburger. Er wurde 1594 während eines Feldzugs gegen die Osmanen in Ungarn getötet. Danach heiratete Maria Christina van Egmont nicht wieder, sondern verbrachte ihr Leben als Witwe. Sie legte fest, dass sie im Familiengrab ihres ersten Mannes in der Kirche von Hennin beerdigt werden wollte, wahrscheinlich weil sie aus ihren anderen Ehen keine überlebenden Kinder hatte. Maria Christina van Egmont starb 1622.
Die Lebensgeschichte von Maria Christina van Egmont veranschaulicht die Haltung vieler Hochadliger gegenüber dem niederländischen Aufstand. Über ihre Brüder, die sich nach dem Tod ihres Vaters auf die Seite Philipps II. stellten, urteilten Historiker in der Vergangenheit hart. Doch ihre Lebensgeschichte zeigt, dass Familien versuchten, das Erbe zu erhalten, und so auf ein gutes Verhältnis zum Fürsten angewiesen waren, gleichzeitig wurden gute Kontakte zur Familie im rebellischen Norden gepflegt.